# Elsa Cárdenas
Elsa Cárdenas (Tijuana, 5 de agosto de 1935) é uma atriz mexicana.

## Filmografia

### Cinema
- Casa de mujeres
- Jesús Nuestro Señor
- Fun in Acapulco
- Asesinos de la Lucha Libre
- Casa de los Espantos
- Rocambole
- Santo Contra la Mafia del Vicio
- Gigante
- Los Alegres Aguilares

### Televisão
- Lo imperdonable (2015) .... Jovita
- Amores verdaderos (2013) .... Jueza enlace Jean Marie & Estéfano
- Teresa (2011) .... Directora de fundación Paloma
- Mar de amor (2010) ... Luciana de Irazábal
- Fuego en la sangre (2008) .... Madre Superiora
- Código postal (2006-2007) .... Josefina De Alba
- Mujer, casos de la vida real (1997-2004)
- La otra (2002) .... Martha Caballero viuda de Guillén
- Alma rebeldee (1999) .... Natalia
- Infierno en el paraíso (1999) .... Elsa
- La mentira (1998) .... Mamá de Karla
- Esmeralda (1997) .... Hortensia Lazcano
- Luz Clarita (1996) .... Hada Reina
- Pobre niña rica (1995) .... Alicia Vda. de García-Mora
- La última esperanza (1995) .... Ninfa
- Mi pequeña Soledad (1990) .... Bárbara
- El precio de la fama (1987) .... Eloísa
- Principessa (1984) .... Fela
- Guadalupe (1984) .... Leonor
- Chispita (1983) .... Hermana Socorro
- Colorina (1980) .... Adela
- Verónica (1979)
- Marcha nupcial (1977) .... Dora
- Los que ayudan a Dios (1973) .... Adriana
- El amor tiene cara de mujer (1971)
- El ciego (1969) .... Raquel
- Lo que no fue (1969) .... Virginia
- Rocambole (1967)
- Adriana (1967)
- Tarzán (1966) .... Dra. Gloria Halverson
- La piel de Zapa (1964)
- Mujercitas (1962)
- La honra de vivir (1961)
- La brújula rota (1961)
- Pecado mortal (1960)